# Puentemys mushaisaensis
Puentemys mushaisaensis es la única especie conocida del género extinto Puentemys de sauropsido pleurodiro de la familia Bothremydidae. Vivió en el período Paleógeno, hace aproximadamente 57 millones de años durante el Paleoceno, en lo que hoy es Sudamérica. Sus restos fósiles fueron hallados por el profesor de la Universidad del Rosario Edwin Cadena en la formación del Cerrejón, la Guajira, Colombia. Fue descrita sobre la base de un cráneo parcial y muchos caparazones y plastrones que representan múltiples estadios ontogenéticos.su caparazón medía aproximadamente 1.5 metros de largo

## Descripción
Se diferencia de todos los otros botremídidos en tener escamas pectorales más cortas que las escamas humerales, abdominales y femorales en la línea media del plastrón.

## Etimología
De "La Puente" (nombre del pozo más grande en la mina de carbón de Cerrejón) y de "Mushaisa" (nombre del pueblo base de la mina de carbón Cerrejón), y también la palabra utilizada por los indios locales Wayúu para designar “tierra de carbón”.

## Hábitat
P. mushaisaensis es la tortuga botremídida más grande conocida y representa la primera ocurrencia de botremídidos en el Paleógeno de los trópicos de Suramérica.